# Cantó de Reyrieux
El cantó de Reyrieux era una divisió administrativa francesa del departament de l'Ain. Comptava amb 13 municipis i el cap era Reyrieux. Va existir de 1985 a 2015.

## Municipis
- Ars-sur-Formans
- Civrieux
- Massieux
- Mionnay
- Misérieux
- Parcieux
- Rancé
- Reyrieux
- Saint-André-de-Corcy
- Saint-Jean-de-Thurigneux
- Sainte-Euphémie
- Toussieux
- Tramoyes

## Història
| Data d'elecció | Identitat      | Partit           | Qualitat |
| -------------- | -------------- | ---------------- | -------- |
| 1985-1988      | Louis Baise    | RPR              |          |
| 1988-1995      | Louis Duriat   | Divers gauche    |          |
| 1995-2015      | Olivier Eyraud | RPR, després UMP |          |

## Demografia
| A partir de 1990: Població sense dobles comptes |